# Can Xifró
Can Xifró és una casa gran i un monument protegit com a bé cultural d'interès local del municipi de Calonge (Baix Empordà).

## Descripció

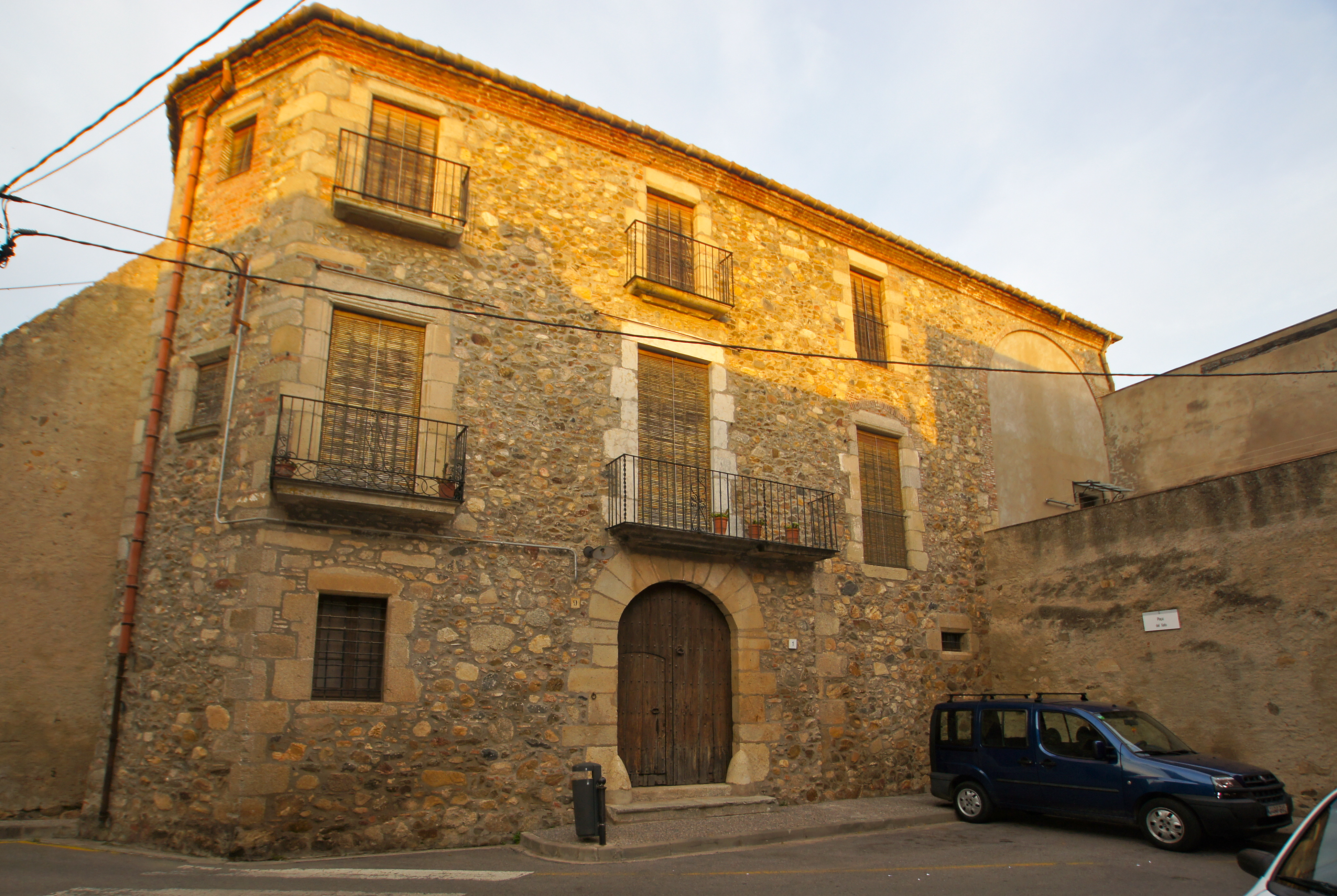
Façana meridional a la Plaça del Xato

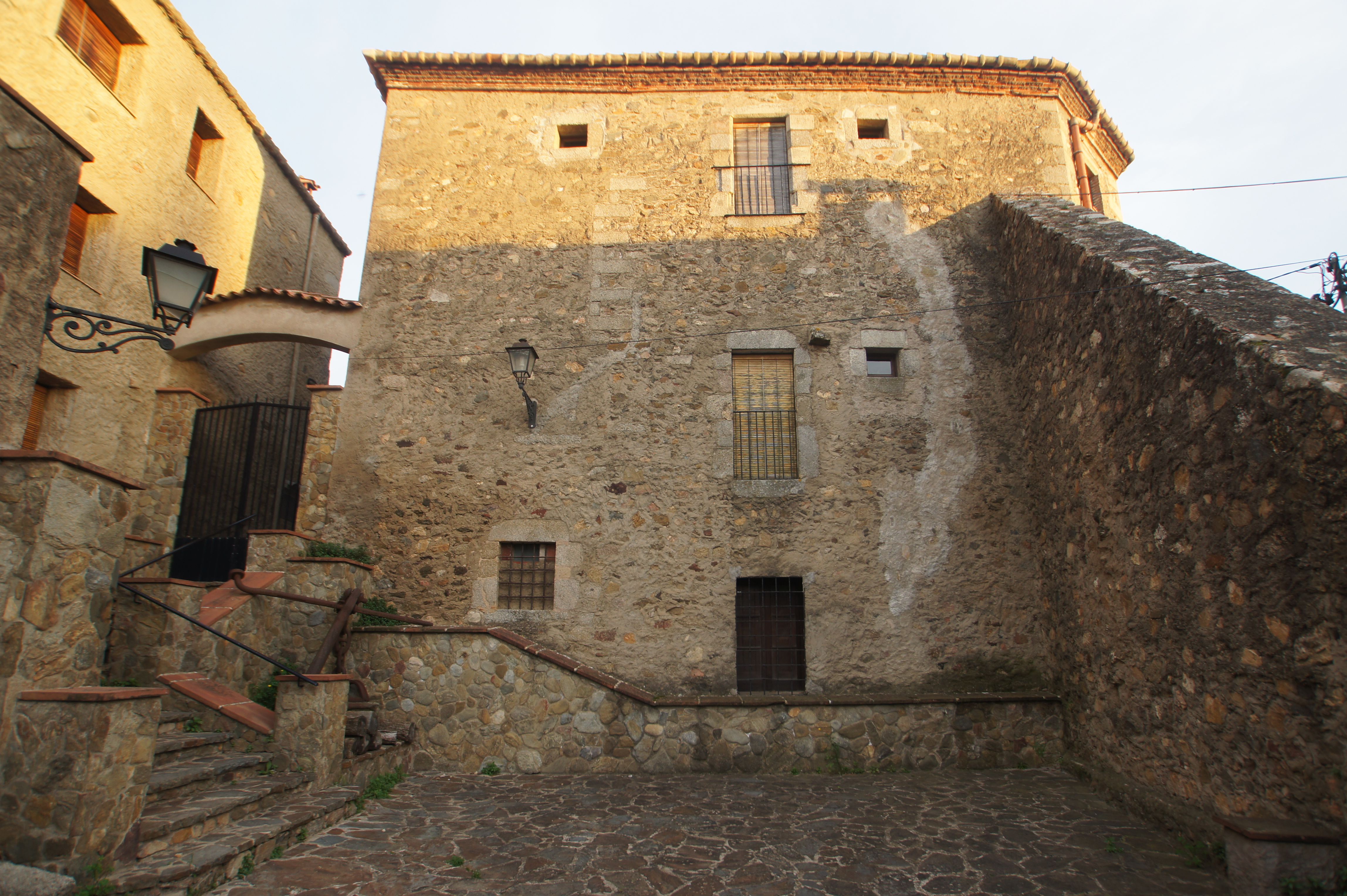
Façana occidental i contrafort

Es tracta d'una casa de grans dimensions situada a la part alta de la vila. Consta de soterrani, planta baixa i pis, coronat per una torre de planta quadrada. La façana principal té un portal adovellat, amb la data de 1569, que ha quedat malmès pel balcó que s'hi feu al capdamunt, i grans finestrals. Al soterrani hi ha les bodegues i la cuina conserva una xemeneia cinccentista. La sala principal està decorada amb pintures. L'edifici, voltat d'un gran jardí, està reforçat amb poderosos contraforts.

## Història
La porta devia portar a la pedra mitgera la data de 1.569; el balcó construït a l'inici del segle XX la malmenà en part, però l'autor de la reforma va gravar la data a sota del balcó. A principis del segle XX s'hi va fer una reforma poc encertada que desfigurà la façana. Després ha estat molts anys abandonada i fa poc s'hi ha fet una nova intervenció.